# NGC 4775
NGC 4775 (również PGC 43826) – galaktyka spiralna (Scd), znajdująca się w gwiazdozbiorze Panny. Odkrył ją William Herschel 17 kwietnia 1784 roku.